# شوتا کادونو
شوتا کادونو (ژاپنی: 角野 翔汰؛ زادهٔ ۲۱ ژوئن ۱۹۹۲) یک بازیکن فوتبال اهل ژاپن است.
از باشگاه‌هایی که در آن بازی کرده‌است می‌توان به باشگاه فوتبال کاگوشیما یونایتد اشاره کرد.